# 全染料

全染料，也称染料-ALL，是一种羰花菁阳离子染料，能与众多阴离子生物大分子结合产生不同颜色，包括阴离子蛋白质、核酸、阴离子多糖等。

## 性质
全染料是一种异染性染色剂，根据结合的分子不同，呈现出不同的颜色。染色1小时后，磷蛋白的检测限可以达到1 ng以下，多糖的检测限则在10 ng到500 ng之间。与高阴离子蛋白质结合显蓝色、与蛋白聚糖显紫色、与一般阴离子蛋白显粉色。与RNA结合为蓝紫色，且检测限为90 ng；与DNA结合显蓝色，检测限则达到3 ng。
全染料对光敏感，因此染色常在避光条件下进行，且拍照过程需立刻完成。对于蛋白质的染色，可随后进行银染法来强化。全染料与其同系物乙基全染料具有相似的性质，只是溶解程度和显色性质不同。

## 运用
可以用全染料染色的材料有：核酸、阴离子蛋白、阴离子多糖（海藻胶，果胶等）、透明质酸、硫酸皮肤素、肝素、硫酸乙酰肝素和硫酸软骨素等。常用在SDS聚丙烯酰胺凝胶电泳、琼脂糖凝胶电泳和组织染色，例如骨骼生长线的染色等。